# Футбол за приятелство
Футбол за приятелство (на руски: Футбол для дружбы; на английски: Football for Friendship) е ежегодна международна детска социална програма, въведена от Акционерно дружество „Газпром“.
Целта на програмата е с помощта на футбола да се развиват важни ценности и интерес към здравословен начин на живот сред по-младото поколение. В рамките на програмата футболисти на възраст 12 години от разни държави участват в ежегоден международен детски форум, в Световната купа „Футбол за приятелство“, в международния ден на футбола и приятелството.
Глобалният организатор на програмата е Комуникационна група АГТ (Русия).

## Турнири по година

### Футбол за приятелство 2013
Първият международен детски форум „Футбол за приятелство“ е проведен на 25 май 2013 в Лондон. В него участват 670 деца от 8 държави: България, Великобритания, Унгария, Германия, Гърция, Русия, Сърбия и Словения. Русия е представена от 11 футболни отбора от 11 руски града, които ще бъдат домакини на срещите за Световната купа на ФИФА през 2018 г. Във форума участват и младежките отбори на Зенит, Челси, Шалке 04, Цървена звезда, победителите от детския спортен ден на Газпром и победителите от фестивала Факел.
По време на форума децата общуват с връстниците си от други държави, както и с известни футболисти, и присъстват на финала на Шампионската лига на УЕФА за 2012/2013 на стадион Уембли.
В резултат от форума бива изготвено отворено писмо, в което децата формулират осемте ценности на програмата: приятелство, равенство, справедливост, здраве, мир, вярност, победа и традиции. След това писмото е изпратено до ръководствата на УЕФА, ФИФА и МОК. През септември 2013 г., по време на среща с Владимир Путин и Виталий Мутко, Сеп Блатер потвърждава получаването на писмото и готовността си да подкрепи „Футбол за приятелство“.

### Футбол за приятелство 2014
Вторият сезон на програмата „Футбол за приятелство“ се провежда в Лисабон на 23 – 25 май 2014 г. и приема повече от 450 деца от 16 държави: Беларус, България, Великобритания, Унгария, Германия, Италия, Нидерландия, Полша, Португалия, Русия, Сърбия, Словения, Турция, Украйна, Франция и Хърватия. Младите футболисти взимат участие в международния форум „Футбол за приятелство“, в турнир по уличен футбол и присъстват на финала на Шампионската лига на УЕФА за 2013/2014. Победителят в международния турнир по уличен футбол през 2014 г. е младежкият отбор на Бенфика (Португалия).
По време на втория сезон на програмата е избран лидер на движението „Футбол за приятелство“. Това е Фелипе Соарес от Португалия. През юни 2014 г., като лидер на движението, той посещава деветия международен младежки футболен турнир в памет на Юрий Андреевич Морозов.

### Футбол за приятелство 2015
Третият сезон на международната социална програма „Футбол за приятелство“ е проведен през юни 2015 г. в Берлин. В програмата за първи път има млади участници от Азия – детските футболни отбори от Япония, Китай и Казахстан. В третия сезон участват младежките отбори от общо 24 футболни клуба от 24 държави. Младите футболисти общуват с връстниците си от други държави, както и със звезди на световния футбол, включително с глобалния посланик на програмата Франц Бекенбауер; и взимат участие в международния турнир по уличен футбол за младежки отбори. Победителят в международния турнир по уличен футбол през 2015 г. е младежкият отбор на Рапид (Австрия).
Събитията в третия сезон на програмата „Футбол за приятелство“ се отразяват от около 200 журналисти от водещи световни медии, както и от 24 млади репортери от Европа и Азия, които са членове на Международния детски пресцентър. Кулминацията на форума през 2015 г. е церемонията по връчване на Купата на деветте ценности, която е спечелена от футболен клуб Барселона (Испания). Победителят е избран от децата, които в навечерието на форума участват в глобално гласуване, проведено във всичките 24 държави участнички.
Съгласно традицията, в края на форума всички участници присъстват на финала на Шампионската лига на УЕФА за 2014/2015 на Олимпийския стадион в Берлин.

### Футбол за приятелство 2016
Началото на международната детска социална програма „Футбол за приятелство“ през 2016 г. е обявено по време на онлайн пресконференция Hangout, проведена на 24 март в Мюнхен с участието на глобалния посланик на програмата Франц Бекенбауер.
По време на четвъртия сезон на програмата се включват 8 нови младежки отбора от Азербайджан, Алжир, Армения, Аржентина, Бразилия, Виетнам, Киргизстан и Сирия, така че общият брой на държавите участнички достига 32.
На 5 април 2016 г. започва гласуването за уникалния трофей – Купата на деветте ценности. Фенове от цял свят участват в избора на победител, но окончателното решение се взима чрез гласуване от участниците в програмата „Футбол за приятелство“. Купата е спечелена от футболен клуб Байерн (Мюнхен). Участниците във „Футбол за приятелство“ взимат предвид дейностите на клуба за подкрепа на деца със специални нужди, както и инициативите за предоставяне на лечение на деца в различни държави и помощ за нуждаещите се.
Четвъртият международен детски форум „Футбол за приятелство“ и финалът на международния детски турнир по уличен футбол се провеждат на 27 – 28 май 2016 г. в Милано. Победителят в турнира е отборът на Марибор от Словения. Съгласно традицията, в края на форума участниците присъстват на финала на Шампионската лига на УЕФА. Събитията на форума се отразяват от повече от 200 журналисти от водещи световни медии, както и от Международния детски пресцентър, който включва млади журналисти от държавите участнички.
Младите футболисти от сирийския клуб Ал Вахда участват в четвъртия сезон на „Футбол за приятелство“, което е безпрецедентно. Включването на сирийския отбор сред участниците в програмата и посещението на сирийски деца на събитията в Милано е важна крачка към преодоляване на хуманитарната изолация на страната. Арабската спортна редакция на международния телевизионен канал Russia Today (Русия днес), с подкрепата на Сирийската футболна федерация, заснема документалния филм „Три дни без война“ за децата, участвали в проекта. На 14 септември 2016 г. повече от 7000 души посещават премиерата на филма в Дамаск.

### Футбол за приятелство 2017
Мястото на провеждане на международния детски социален проект „Футбол за приятелство“ през 2017 г. е Санкт Петербург (Русия), а финалите са проведени там от 26 юни до 3 юли.
През 2017 г. броят на страните участнички нараства от 32 на 64. За първи път в програмата „Футбол за приятелство“ има участници от Мексико и САЩ. Така проектът обединява млади играчи от четири континента – Африка, Евразия, Северна Америка и Южна Америка.
През петия сезон програмата се осъществява съгласно нова концепция: избира се един млад футболист от всяка държава, който да я представлява. Децата се обединяват в осем международни отбора на приятелството, формирани от 12-годишни момчета и момичета, включително деца с увреждания.
Чрез открит жребий се определят съставите на отборите от държавите и игралните позиции на представителите на страните участнички. Жребият е проведен в режим на интернет конференция. Начело на осемте отбора на приятелството застават млади треньори: Рене Ламперт (Словения), Стефан Максимович (Сърбия), Брендън Шабани (Великобритания), Чарли Суй (Китай), Анатолий Чентулоев (Русия), Богдан Кролевецкий (Русия), Антон Иванов (Русия), Ема Хеншен (Холандия). Лилия Матцумото (Япония), представител на международния пресцентър на „Футбол за приятелство“, също взима участие в жребия.
Победител в Световната купа на „Футбол за приятелство“ 2017 е „оранжевият“ отбор, който включва младежи – треньор и футболисти – от девет държави: Рене Ламперт (Словения), Хонг Юн Марвин Ту (Сингапур), Пол Пюиг И Монтана (Испания), Габриел Мендоса (Боливия), Раван Казимов (Азербайджан), Крисимир Станимиров Станчев (България), Иван Аугустин Каско (Аржентина), Роман Хорак (Чехия), Хамзан Юсуф Нури Алхават (Либия).
Международният детски форум „Футбол за приятелство“ е посетен от Виктор Зубков (председател на борда на директорите на АД Газпром), Фатма Самура (генерален секретар на ФИФА), Филип ле Флок (генерален търговски директор на ФИФА), Джулио Батиста (бразилски футболист), Иван Заморано (чилийски футболен нападател), Александр Кержаков (руски футболист) и други гости, които призовават за разпространяване на ключовите човешки ценности сред младото поколение.
През 2017 г. проектът събира повече от 600 000 души, а повече от 1000 деца и възрастни от 64 държави присъстват на финалите в Санкт Петербург.

### Футбол за приятелство 2018
През 2018 г. се взима решение шестият сезон на програмата „Футбол за приятелство“ да се проведе от 15 февруари до 15 юни в Русия. Участниците в програмата са млади футболисти и журналисти, представители на 211 държави и територии в света. Официалният старт на програмата за 2018 г. се състои чрез отворен жребий за „Футбол за приятелство“ в ефир, който формира 32 международни футболни отбора – отбори на приятелството.

Нова част от програмата „Футбол за приятелство“ е мисия, свързана с околната среда. През 2018 г. международните футболни отбори на приятелството са наречени на редки и застрашени видове животни:
- Африкански слон
- Komodo Dragon
- Kipunji
- Big Turtle
- Газела дама
- Cheetah
- Rhinoceros
- Ангелска акула
- Полярна мечка
- Лемур
- Гризли
- Бяла акула
- Three-Toed Sloth
- Кралска кобра
- Шимпанзе
- Gharial
- Западна горила
- Imperial Woodpecker
- Сайга
- Blond Capuchin
- Коала
- Сибирски тигър
- Grévy's Zebra
- Орангутан
- Гигантска панда
- Магеланов пингвин
- Rothschild's Giraffe
- Humpback Whale
- Африканско диво куче
- Лъв
- Хипопотам
- Галапагоски морски лъв

Ключови събития в програмата през 2018 г.: Щафета на приятелството (от 16 февруари до 25 април във всички 211 държави и региони, участващи в програмата), Международен ден на футбола и приятелството (25 април), Международен лагер на приятелството, Световно първенство по футбол за приятелство, Международен детски форум „Футбол за приятелство“.

Държави и територии, участващи в програмата „Футбол за приятелство“ през 2018 г.:
- Австралийски съюз
- Република Австрия
- Република Азербайджан
- Алжирска народно-демократична република
- Американски Вирджински острови
- Американска Самоа
- Ангила
- Антигуа и Барбуда
- Арабска република Египет
- Република Аржентина
- Аруба
- Барбадос
- Белиз
- Бермудски острови
- Боливарска република Венесуела
- Босна и Херцеговина
- Британски Вирджински острови
- Буркина Фасо
- Велико херцогство Люксембург
- Унгария
- Източна република Уругвай
- Република Габон
- Република Гвинея
- Гибралтар
- Бруней Даруссалам
- Държавата Израел
- Държавата Катар
- Държавата Кувейт
- Държавата Либия
- Държавата Палестина
- Гренада
- Гръцка република
- Грузия
- Демократична република Източен Тимор
- Демократична република Конго
- Демократична република Сао Томе и Принсипи
- Демократична социалистическа република Шри Ланка
- Доминиканска република
- Хашемитско кралство Йордания
- Ислямска република Афганистан
- Ислямска република Иран
- Ислямска република Мавритания
- Италианска република
- Република Йемен
- Кайманови острови
- Канада
- Китайска народна република
- Тайван
- Княжество Андора
- Княжество Лихтенщайн
- Кооперативна република Гвиана
- Корейска народнодемократична република
- Кралство Бахрейн
- Кралство Белгия
- Кралство Бутан
- Кралство Дания
- Кралство Испания
- Кралство Камбоджа
- Кралство Лесото
- Кралство Мароко
- Кралство Нидерландия
- Кралство Норвегия
- Кралство Саудитска Арабия
- Кралство Свазиленд
- Кралство Тайланд
- Кралство Тонга
- Кралство Швеция
- Киргизка република
- Кюрасао
- Лаоска народнодемократична република
- Република Латвия
- Република Ливан
- Република Литва
- Малайзия
- Република Малдиви
- Мексикански съединени щати
- Многонационална държава Боливия
- Монголия
- Монтсерат
- Народна република Бангладеш
- Независима държава Папуа-Нова Гвинея
- Независима държава Самоа
- Нова Зеландия
- Нова Каледония
- Обединена република Танзания
- Обединени арабски емирства
- Острови Кук
- Острови Търкс и Кайкос
- Република Албания
- Република Ангола
- Република Армения
- Република Беларус
- Република Бенин
- Република България
- Република Ботсуана
- Република Бурунди
- Република Вануату
- Република Хаити
- Република Гамбия
- Република Гана
- Република Гватемала
- Република Гвинея Бисау
- Република Хондурас
- Република Джибути
- Република Замбия
- Република Зимбабве
- Република Индия
- Република Индонезия
- Република Ирак
- Ирландия
- Исландия
- Република Казахстан
- Република Кения
- Република Кипър
- Република Колумбия
- Република Конго
- Република Корея
- Косово
- Република Коста Рика
- Република Кот д'Ивоар
- Република Куба
- Република Либерия
- Република Мавриций
- Република Мадагаскар
- Бивша югославска република Македония
- Република Малави
- Република Мали
- Република Малта
- Република Мозамбик
- Република Молдова
- Република Намибия
- Република Нигер
- Република Никарагуа
- Република Кабо Верде
- Ислямска република Пакистан
- Република Панама
- Република Парагвай
- Република Перу
- Република Полша
- Португалска република
- Република Руанда
- Република Сан Марино
- Република Сейшели
- Република Сенегал
- Република Сърбия
- Република Сингапур
- Република Словения
- Република Съюз Мианмар
- Република Судан
- Република Суринам
- Република Сиера Леоне
- Република Таджикистан
- Република Тринидад и Тобаго
- Туркменистан
- Република Уганда
- Република Узбекистан
- Република Фиджи
- Република Филипини
- Република Хърватия
- Република Чад
- Черна гора
- Република Чили
- Република Еквадор
- Република Екваториална Гвинея
- Република Ел Салвадор
- Република Южен Судан
- Република Камерун
- Руска федерация
- Румъния
- Специален административен район на Китайската народна република Хонконг
- Пуерторикански съюз
- Северна Ирландия
- Сейнт Винсънт и Гренадини
- Сейнт Лусия
- Сирийска арабска република
- Словашка република
- Бахамски съюз
- Доминикански съюз
- Обединено кралство Великобритания и Северна Ирландия
- Съединени американски щати
- Соломонови острови
- Социалистическа република Виетнам
- Съюз на Коморските острови
- Специален административен район на Китайската народна република Макао
- Султанат Оман
- Таити
- Гуам
- Тогоанска република
- Република Тунис
- Република Турция
- Украйна
- Уелс
- Фарьорски острови
- Федерална демократична република Непал
- Федерална демократична република Етиопия
- Федеративна република Бразилия
- Федерална република Германия
- Федерална република Нигерия
- Федерална република Сомалия
- Федерация Сейнт Китс и Невис
- Република Финландия
- Френска република
- Централноафриканска република
- Чешка република
- Конфедерация Швейцария
- Шотландия
- Държавата Еритрея
- Република Естония
- Република Южна Африка
- Ямайка
- Япония

В Световната купа „Футбол за приятелство“ през 2018 г. вземат участие 32 международни отбора за приятелство. За първи път в историята на проекта финалната игра е коментирана от Язн Таха, млад коментатор от Сирия, и мачът е съден от младия съдия от Русия Богдан Баталин.
Победител в Световното първенство по „Футбол за приятелство“ през 2018 г. е екипът „Шимпанзета“, който включва млади футболисти от Доминика, Сейнт-Китс и Невис, Малави, Колумбия, Бенин и Демократична република Конго. Треньор на отбора е младият участник от Саранск Владислав Поляков.
Заключителното събитие на шестия сезон на програмата е Международният детски форум „Футбол за приятелство“, който се провежда на 13 юни в Центъра за океанография и морска биология „Москвариум“. Той е посетен от Виктор Зубков (председател на Съвета на директорите на Акционерното дружество „Газпром“), Олга Голодец (заместник-председател на правителството на Руската федерация), Икер Касилас (испански футболист, бивш капитан на националния отбор), Александър Кержаков (руски футболист, треньор на руския младежки футболен отбор), както и представители на 54 посолства от цял свят и други гости.

### Футбол за приятелство 2019
Началото на седмия сезон на Международната детска социална програма „Футбол за приятелство“ бе дадено на 18 март 2019 година, финалните събития от сезона се проведоха в Мадрид от 28 май до 2 юни.
Международният ден на футбола и приятелството беше отбелязан на 25 април в повече от 50 страни в Европа, Азия, Африка, Северна и Южна Америка. Руският футболен съюз (РФС) също се присъедини към тържеството.
На 30 май Мадрид беше домакин на международния форум на детската социална програма на Газпром „Футбол за приятелство“ 2019. Форумът събра експерти от цял свят – футболни треньори, лекари на детски отбори, звезди, журналисти от водещи международни медии, представители на международни футболни академии и федерации.
Най-многонационалната футболна тренировка в света се проведе на 31 май в Мадрид. Въз основа на резултатите от тренировката програмата „Футбол за приятелство“ получи официален сертификат GUINNESS WORLD RECORDS®.
През седмия сезон 32 млади журналисти от Европа, Африка, Азия, Северна и Южна Америка формираха състава на международния детски пресцентър на програма „Футбол за приятелство“, който отразяваше финалните събития от сезона и участваше в подготовката на материали заедно с международни и национални медии.
Участниците в седмия сезон връчиха Купата на деветте ценности (награда на международната детска социална програма „Футбол за приятелство“) на ФК „Ливърпул“ като най-социално отговорния отбор.
На 1 юни, кулминацията на седмия сезон – финалната среща от Световната купа по „Футбол за приятелство“ се състоя на терена на UEFA Pitch в Мадрид. Според резултатите националният отбор на Антигуанската змия игра с отбора на Тасманийския дявол с резултат в основното време 1:1, но след изпълнение на дузпи спечели главната награда.

### Футбол за приятелство 2020
През 2020 г. финалните събития от осмия сезон на програмата „Футбол за приятелство“ се проведоха онлайн на цифрова платформа от 27 ноември до 9 декември 2020 г. Повече от 10 000 участници от над 100 страни по света се присъединиха към ключовите събития.
За осмия сезон на програмата бе разработен мултипотребителски онлайн футболен симулатор Football for Friendship World, на базата на който се проведе Световното първенство по „Футбол за приятелство“ 2020. Играта е достъпна за изтегляне по целия свят от 10 декември 2020 г. – Световния ден на футбола. Потребителите имат възможност да участват в мачове съгласно правилата на програмата „Футбол за приятелство“, като се обединяват в международни отбори. Мултипотребителската игра е основана на основните ценности на програмата, като приятелство, мир и равенство.
На 27 ноември се проведе открито теглене на жребий на световното онлайн първенство по „Футбол за приятелство“ 2020
От 28 ноември до 6 декември се проведе международен онлайн лагер за приятелство с хуманитарни и спортни образователни програми за деца
От 30 ноември до 4 декември се проведоха сесии на международния онлайн форум „Футбол за приятелство“, на който бяха представени проекти в развитието на детския спорт. Експертното жури оцени представянето на проекти, кандидатстващи за международната премия „Футбол за приятелство“
На 7 – 8 декември се проведе онлайн световното първенство по „Футбол за приятелство“. Тазгодишното първенство се проведе в онлайн формат на цифрова платформа, специално за това беше разработен мултипотребителски футболен симулатор Football for Friendship.
Големият финал на „Футбол за приятелство“ се състоя на 9 декември
По време на осмия сезон на програмата се проведе поредица от уебинари за деца от различни страни в подкрепа на 75-годишнината на ООН.
По време на осмия сезон на програмата стартира седмичното предаване „Стадионът е там, където съм аз“, съвместно с футболни фрийстайлъри от цял свят. Във всеки епизод фрийстайлърите учеха младите посланици да изпълняват трикове, в края на всеки епизод беше обявено състезание за най-добро изпълнение на трикове. Шоуто завърши с глобален онлайн майсторски клас, с който програмата „Футбол за приятелство“ стана за втори път рекордьор на Гинес по брой участници (6 декември 2020). Редакция на добри новини – седмично предаване, пуснато от млади журналисти на „Футбол за приятелство“, в което децата споделят положителни новини от цял свят със зрителите.

### Футбол за приятелство 2021
През 2021 година последните мероприятия от деветия сезон на „Футбола за приятелство“ се проведоха онлайн на дигиталната платформа „Футбол за приятелство“ от 14 до 29 май 2021 г., обединявайки повече от 200 държави.
На 25 април, в Международния ден на футбола и приятелството, се проведе откритото теглене на жребий на онлайн световния шампионат „Футбол за приятелство“ 2021.
В рамките на сезона се проведе и Международен онлайн лагер на Приятелството с хуманитарни и спортни образователни програми за деца.
Проведе се Международният онлайн форум „Футбол за приятелство“, на който футболни академии от цял свят представиха проекти в областта на развитието на детския спорт. Въз основа на резултатите от презентациите експертното жури определи носителите на Международната награда „Футбол за приятелство“, които станаха академии от Афганистан, Индия, Шри Ланка и Того.
Световният онлайн шампионат по „Футбол за приятелство“ се проведе на платформата на специално разработения футболен симулатор за много потребители Football for Friendship World. Финалът на шампионата бе спечелен от отбора „Аргали“, в състава на който играеха деца от Аруба, Белиз, Гватемала, Коста Рика и Мексико.
Участниците в деветия сезон поставиха третия за програмата Световен рекорд на Гинес™ за най-голям брой посетители на виртуален стадион в света.
На 29 май се проведе Гранд финал „Футбол за приятелството“.
„Футбол за приятелството“: Международно детско бюро за новини ЕВРО 2020
В рамките на Шампионата на УЕФА ЕВРО 2020 програмата „Футбол за приятелство“ излезе с инициатива на международното детско бюро за новини с участието на млади журналисти „Футбол за приятелство“ от 11 държави от Шампионата.
Младите журналисти присъстваха на всички мачове на първенството в своите страни и ги отразяваха за милиони свои връстници по света през призмата на Деветте ценности, споделяни от милиони участници в програмата.
Младите журналисти бяха обучени в Школата на Деветте ценности по програма „Футбол за приятелство“. Освен ценностите, занятията бяха посветени на съвременните тенденции в спортната журналистика и навиците за мобилна журналистика.

## Световно първенство по „Футбол за приятелство“
Международният детски футболен турнир се провежда в рамките на програмата „Футбол за приятелство“. Отборите участници в първенството – отборите на приятелството – се формират чрез отворен жребий. Отборите са организирани според принципите на „Футбол за приятелство“: спортисти от различни националности, пол и физически възможности играят в един отбор.

## Международен детски форум „Футбол за приятелство“
На ежегодния международен детски форум „Футбол за приятелство“ младите участници в проекта дискутират с възрастните разпространението и развитието на ценностите на програмата по света. По време на форума децата се срещат и общуват с връстниците си от други държави, с известни футболисти, журналисти и обществени фигури. Така те се превръщат в млади посланици, които в бъдеще ще продължат самостоятелно да разпространяват универсалните ценности сред връстниците си.
През 2019 година Форумът се превърна в платформа за обмяна на опит между експерти в областта на спорта и образованието.
През 2020 година в рамките на Форума бе инициирана международна награда „Футбол за приятелство“.

## Международен детски пресцентър
Специална особеност на програмата „Футбол за приятелство“ е нейният собствен международен детски пресцентър. За първи път той е организиран от програмата „Футбол за приятелство“ през 2014 г. Младите журналисти от пресцентъра отразяват събитията от програмата в своите държави: те подготвят новини за националните и международни спортни медии, участват в създаването на материали за ТВ канала „Футбол за приятелство“, за детския вестник „Футбол за приятелство“ и за официалната радиостанция на програмата. Международният детски пресцентър събира победителите в националните състезания за най-добър млад журналист, млади блогъри, фотографи и писатели. Младите журналисти в пресцентъра представят своя вътрешен поглед върху програмата и използват формата „деца за децата“.

## Международен ден на футбола и приятелството
Международният ден на футбола и приятелството се празнува на 25 април под егидата на програмата „Футбол за приятелство“. Този празник се празнува за първи път през 2014 г. в 16 държави. На този ден се провеждат приятелски мачове, флашмоб, радио маратони, майсторски класове, телевизионни предавания, отворени тренировъчни сесии и др. Повече от 50 000 души участват в празника.
През 2015 г. денят на футбола и приятелството е отпразнуван в 24 държави. По време на фестивала се провеждат приятелски футболни мачове и други събития. В Германия футболистите на Шалке 04 провеждат отворена тренировка, в Сърбия се излъчва ТВ предаване, в Украйна – мач между младежкия отбор на ФК Волин и децата от центъра за социални услуги за семейства, деца и младежи в град Луцк.
В Русия денят на футбола и приятелството е отпразнуван на 25 април в 11 града. Във Владивосток, Новосибирск, Екатеринбург, Красноярск, Барнаул, Санкт Петербург и Саранск са проведени приятелски футболни мачове, за да напомнят за ключовите ценности на програмата. В Красноярск, Сочи и Ростов на Дон е проведена щафета на приятелството с участието на носители на олимпийския огън през 2014 г. В Москва е организиран Турнир за равни възможности с подкрепата на спортната федерация на слепите. Денят на футбола и приятелството е отбелязан в Нижни Новгород и Казан на 5 май.
През 2016 г. денят на футбола и приятелството е отпразнуван в 32 държави. В Русия той е отбелязан в девет града: Москва, Санкт Петербург, Новосибирск, Барнаул, Биробиджан, Иркутск, Краснодар, Нижни Новгород и Ростов на Дон. Нижни Новгород е домакин на приятелски мач за младежи от ФК Волга, а старшите футболисти от клуба провеждат загряването и тренировката на децата. В приятелски мач в Новосибирск участват деца с увреждания – отборът Ермак-Сибир за региона на Новосибирск.
През 2017 г. денят на футбола и приятелството е отпразнуван в 64 държави. Известни футболисти, включително сръбският защитник Бранислав Иванович и холандският нападател Дирк Каут, взимат участие в събития в различни части на света. В Гърция на събитието присъства Теодорас Загоракис, победител от европейското първенство по футбол през 2004 г. с националния отбор на своята държава. В Русия ФК Зенит е домакин на специална тренировъчна сесия за Захар Бадюк, младият посланик на програмата „Футбол за приятелство“ през 2017 г. По време на тренировката вратарят на ФК Зенит Юрий Лодигин дава висока оценка на способностите на Захар и споделя с него тайните на опазването на вратата.

## Девет ценности на „Футбол за приятелство“
По време на Първия международен детски форум, който се проведе на 25 май 2013 г., Младите посланици от Великобритания, Германия, Словения, Унгария, Сърбия, България, Гърция и Русия формираха първите осем ценности на програмата – приятелство, равенство, справедливост, здраве, мир, преданост, победа и традиции – и ги представиха в отворено писмо. Писмото беше изпратено до ръководителите на международни спортни организации: Международната футболна федерация (FIFA), Съюза на европейските футболни асоциации (UEFA) и Международния олимпийски комитет. През септември 2013 г. Джозеф Блатер по време на среща с Владимир Путин и Виталий Мутко потвърди получаването на писмото и заяви, че е готов да подкрепи „Футбола за приятелство“.
През 2015 г. участници от Китай, Япония и Казахстан се присъединиха към програмата „Футбол за приятелство“ и предложиха да добавят девета стойност – честта.

## Купата на деветте ценности
Купата на деветте ценности е награда, учредена от международната детска социална програма „Футбол за приятелство“. Всяка година купата се присъжда за най-силна отдаденост на ценностите на проекта: приятелство, равенство, справедливост, здраве, мир, вярност, победа, традиции и чест. Фенове от цял свят участват в избора на победител, но окончателното решение се взима чрез гласуване от участниците в проекта „Футбол за приятелство“. Футболни клубове, носители на Купата на деветте ценности: Барселона (2015, 2020, 2021), Байерн Мюнхен (2016), Ал Вахда (Специална награда), Реал Мадрид (2017), Бразилски футболен отбор (Бразилия, 2018), „Ливърпул“, (Англия, 2019).

## Гривна на приятелството
Всички събития в програмата „Футбол за приятелство“ започват с размяна на гривни на приятелството, които символизират равенство и здравословен начин на живот. Гривните представляват две връвчици в сини и зелени цветове и могат да се носят от всеки, който споделя ценностите на програмата.
Според Франц Бекенбауер
„Символът на движението е двуцветна гривна, тя е изчистена и разбираема като изначалните ценности на програмата Футбол за приятелство.
Младите участници в програмата са завързали гривната на приятелството на китките на знаменити спортисти и обществени фигури, включително: Дик Адвокаат, Анатолий Тимошчук и Луиш Нето, Франц Бекенбауер, Луис Фернандес, Дидие Дрогба, Макс Майер, Фатма Самура, Леон Горецка, Доменико Кришито, Мичел Салгадо, Александър Кержаков, Пирос Димас, Миодраг Божович, Аделина Сотникова, Юрий Каменец.

## Първият в света NFT-трофей за най-добър гол на Шампионата на УЕФА ЕВРО 2020
През май 2021 г. УЕФА обяви спонсорството на ПАО „Газпром“ в рамките на ЕВРО 2020 и ЕВРО 2024. Условията за сътрудничество включваха презентация на наградата за автора на най-добрия гол от УЕФА ЕВРО 2020, която за първи път е изпълнена във вид на NFT трофей.
Физическият прототип на наградата е създаден от руския художник Покрас Лампас на щанда на ПАО „Газпром“ във фен зоната на Санкт Петербург на площад Конюшенная като арт инсталация от 432 футболни топки с калиграфски орнамент.
В цифровия трофей са кодирани имената на Шампионата на УЕФА ЕВРО 2020, на „Газпром“, международната детска социална програма „Футбол за приятелство“ и деветте ценности, които популяризира: приятелството, равенството, справедливостта, здравето, мира, лоялността, победата, традицията и честта.
На 27 юни арт инсталацията престана да съществува като физически обект и премина във формат NFT. Всички футболни топки бяха раздадени на 11-те града домакини на Европейския шампионат по футбол 2020 г.
На 15 октомври по време на церемонията по награждаването, цифровият трофей беше връчен на Патрик Шик, футболист, отбелязал най-добрия гол на Шампионата  на УЕФА ЕВРО 2020, и на експозицията на централата на УЕФА (Швейцария, Нион) и централата на ПАО „Газпром“ (Русия, Санкт Петербург) бе предадена холограма на наградата.

## Футболен симулатор за много потребители F4F World
Специална цифрова платформа, създадена за програмата „Футбол за приятелство“, обедини играчи от всички възрасти от 211 страни и региони и стана база за международни състезания, както и площадка, където всеки желаещ може да тренира, да се обедини в смесени международни отбори и да играе любимата си игра във формат „Футбол за приятелство“, без да напуска дома си.

## Международна награда „Футбол за приятелство“
Международната награда „Футбол за приятелство“ има за цел да идентифицира всички възможни идеи за спортна тренировка, обучение на млади футболисти, сътрудничество в областта на детския футбол и популяризиране на тези идеи по света. Целта на Наградата е да привлече вниманието към въпросите на развитието на детския футбол в условията на глобалната цифровизация и да формира общност от съмишленици, развиващи тези насоки.

## Международна академия „Футбол за приятелство“ за треньори
Международната академия „Футбол за приятелство“ е безплатна онлайн образователна платформа, достъпна на различни езици, включващо набор от практически занятия, насочени към повишаване на квалификацията на треньорите на младежките отбори и футболни отбори, както и на учители по физическо възпитание. Курсът на Академията се основава на знания, практически съвети и препоръки за организиране на тренировки, популяризиране на ценностите на здравословен и активен начин на живот, както и уважение към различните култури и националности сред младите играчи. Учебният курс е разработен от авторите на спортно-хуманитарните образователни програми на проекта „Футбол за приятелство“ – ръководителите на образователния процес и треньорите на академията на ФО „Барселона“, експерти от хуманитарните програми на ФИФА.

## Международен лагер на приятелството
Образователна програма, в която участниците във „Футбола за приятелството“ под ръководството на професионални ментори на лагера преминават обучение и тийм билдинг. Инициативата помага на децата да се разбират помежду си не само на футболното игрище, но и в реалния живот, да развиват тактика и да усещат рамото на съотборник. Част от лагера е Училището „Девет ценности“, където младите участници научават за ценностите на програмата и как да ги прилагат на терена и в обичайния живот.

## Екологична инициатива
От 2016 година по програма „Футбол за приятелство“ всяка година се провежда Екологична инициатива. Млади участници в програмата откриха „Градината на приятелството“ в парка Трено в Милано, където всеки от 32-те международни отбора засади свое дърво. Тридесет и третото дърво е засадено от деца с увреждания от фондация „Дон Карло Ньоки“.
През 2018 година Младите посланици на програмата насочиха вниманието на обществеността към животните, застрашени от изчезване. Всяка година Международните сборни отбори на приятелството носят имена на застрашени и редки видове животни. Също така през 2018 година, по време на финалните мероприятия в Москва за младите участници бяха организирани екологични маршрути, използващи автобуси, работещи с природен газ.
През 2020 година младите участници на програмата проведоха уебинар F4F Speaks for Nature, посветен на грижата за екологията в рамките на Световния ден на околната среда, организирана от ООН.
През 2021 година младите участници споделиха със света начините, по които всеки от нас може да помага на планетата ежедневно и стартираха предизвикателството "Small Steps to Save the Planet" („Малки стъпки за спасяване на планетата“).

## Дейности на участниците между сезоните
Младите футболисти от програмата „Футбол за приятелство“ участват в различни събития извън официалния сезон. През май 2013 г. играчите от младежкия футболен клуб Марибор (Словения) провеждат благотворителен приятелски мач с деца от Камбоджа. На 14 септември 2014 г. в Сочи руските участници в програмата разговарят с Владимир Путин по време на среща на президента на Руската федерация с президента на ФИФА Сеп Блатер. През юни 2014 френският президент Франсоа Оланд кани футболния отбор Таверни, който участва в програмата „Футбол за приятелство“, да се присъедини към него в Елисейския дворец, за да гледат мача за световната купа на ФИФА през 2014 г. между Франция и Нигерия. През април 2016 Юри Вашчук, посланик на програмата Футбол за приятелство през 2015, се среща с най-силния мъж в Беларус, Кирилл Шимко, и с младите футболисти от ФК БАТЕ, за да споделят опита си от участието в проекта. Юри Вашчук дава на Кирилл Шимко символичната гривна на приятелството, като така му предава щафетата в разпространението на идеите на проекта: приятелство, справедливост, здравословен начин на живот.

## Достижения и рекорди
По състояние към 2021 година „Футболът за приятелство“ има над 60 национални и международни награди в областта на социалната отговорност, спорта и комуникациите, включително три титли GUINNESS WORLD RECORDS™ за най-много националности във футболната подготовка в историята, най-голям брой потребители в онлайн футболно събитие в историята и най-голям брой потребители на виртуален стадион. Други награди включват: SABRE Awards в раздел „КСО“ (САЩ), Gold Quill Awards за най-добър социален проект на планетата (САЩ), Гран При „Сребърен Стрелец“ (Русия), IPRA Awards за най-добър кампания в подкрепа на ЦУР на ООН (Великобритания), Глобалната награда на ICCO за междукултурна комуникация (Великобритания) и други.
През 2020 година Международната академия за треньори „Футбол за приятелство“ получи награда PRNEWS Platinum PR Awards (САЩ), а през 2021 година шоуто в YouTube „Стадионът е там, където съм аз“ и „Добри новини“, организирано от деца в началото на пандемията, за да подкрепят хората по света, спечелиха наградата за Най-добър канал в YouTube.